# اوئه‌سوگی نوریفوسا (دوره سنگوکو)
اوئه‌سوگی نوریفوسا (به ژاپنی: 上杉憲房)؛ (تولد ۱۴۶۷ – مرگ ۱۵۲۵ میلادی) یک سنگوکو-دایمیو، سیزدهمین رهبر خاندان یامانوئوچی اوئه‌سوگی و کانتو کانری بود. او فرزندخوانده اوئه‌سوگی آکی‌سادا کانری و شوگو در ولایت کوزوکه و ولایت موساشی بود.
او بیست و ششمین کانتو کانری بود （زمان تصدی：۱۵۲۵–۱۵۱۵）